# Aeropuerto Nacional Dwight D. Eisenhower de Wichita
El Aeropuerto Nacional Wichita Dwight D. Eisenhower (IATA: ICT, OACI: KICT, FAA LID: ICT) es un aeropuerto comercial ubicado a 11 km (7 millas) al oeste del centro de Wichita, Kansas, Estados Unidos. Es el aeropuerto más grande y con mayor tráfico de Kansas. Ubicado al sur de la autopista US-54, en el suroeste de Wichita, abarca una superficie de 1314 ha (3248 acres) y cuenta con tres pistas.
El aeropuerto también se conoce como Aeropuerto Nacional Eisenhower o por su antiguo nombre, Aeropuerto Mid-Continent. El código del aeropuerto, ICT, es también un apodo para la ciudad. Se conoció como Aeropuerto Wichita Mid-Continent desde 1973 hasta 2014, cuando cambió su nombre en honor a Dwight D. Eisenhower, el 34.º presidente de los Estados Unidos entre 1953 y 1961. El cambio de nombre fue aprobado por la ciudad de Wichita en mayo de 2014 y oficializado por la Administración Federal de Aviación (FAA) el 13 de noviembre de 2014. La terminal de pasajeros actual del aeropuerto se inauguró el 3 de junio de 2015.
El aeropuerto ICT es también sede de la sede de Cessna y de la principal planta de fabricación, así como de un centro de servicio de Bombardier para Learjet y otros aviones comerciales.

## Historia
Desde 1924, el aeropuerto más grande de Wichita ha tenido tres terminales principales, incluido el traslado de su ubicación del lado sureste al suroeste de la ciudad.

### Aeropuerto Municipal de Wichita
En octubre de 1924, Wichita recibió a más de 100,000 personas para el Congreso Nacional del Aire. Los urbanistas aprovecharon el evento para recaudar fondos para el Aeropuerto Municipal de Wichita. El evento fue un éxito, y la ciudad celebró la ceremonia de colocación de la primera piedra el 28 de junio de 1929. El aeropuerto se encontraba entonces a unos 10 km (6 millas) al sureste de los límites de la antigua ciudad de Wichita. El Aeropuerto Municipal de Wichita se inauguró oficialmente el 31 de marzo de 1935.
En agosto de 1941, durante la Segunda Guerra Mundial, el 127º Escuadrón de Observación de la Guardia Nacional de Kansas se activó como la primera unidad militar asignada al aeropuerto de Wichita.
Para el verano de 1950, Boeing estaba listo para producir los primeros B-47 Stratojet de producción, y la Fuerza Aérea de los Estados Unidos buscó convertir el Aeropuerto de Wichita en una instalación militar permanente. Se iniciaron audiencias públicas para considerar la ubicación de una base de la Fuerza Aérea cerca de las instalaciones de Boeing en Wichita, y la ciudad de Wichita recibió 9,4 millones de dólares para construir un nuevo aeródromo municipal.
El 31 de mayo de 1951, la USAF adquirió la propiedad del aeropuerto. Vuelos civiles y militares lo compartieron hasta que la ciudad completó un nuevo aeropuerto en octubre de 1954. El Aeropuerto Municipal de Wichita pasó a llamarse Base de la Fuerza Aérea de Wichita y posteriormente a su nombre actual, Base de la Fuerza Aérea McConnell.
Wichita finalmente adquirió la terminal original en 1980. A finales de esa década, voluntarios entraron al edificio con carretillas y palas y comenzaron la ardua tarea de limpieza. El edificio recibió el nombre de Museo de Aviación de Kansas y se inauguró el 19 de abril de 1991 para exhibir la historia de la aviación de Kansas.

### Aeropuerto Mid-Continent de Wichita
En 1951, la Fuerza Aérea de los Estados Unidos inició un proceso para expropiar y adquirir el Aeropuerto Municipal de Wichita para lo que se convertiría en la Base Aérea McConnell. La junta de parques de Wichita adquirió rápidamente 778 hectáreas (1923 acres) de terreno en el suroeste de Wichita, y la construcción del nuevo "Aeropuerto Municipal de Wichita" tardó aproximadamente tres años y medio. El aeropuerto abrió sus puertas al tráfico aéreo general en 1953, y los vuelos de aerolíneas se trasladaron al nuevo aeropuerto el 1 de abril de 1954. El nuevo aeropuerto se inauguró el 31 de octubre de 1954, con dos pistas. Se convirtió en el Aeropuerto Mid-Continent de Wichita en 1973, después de que Kansas City cambiara el nombre de su Aeropuerto Mid-Continent a Aeropuerto Internacional de Kansas City.
La designación ICT del aeropuerto es una abreviatura de Wichita. En aquel entonces, la FCC prohibió, mediante un tratado internacional, los códigos de aeropuerto que empezaban con "K" o "W", que eran las letras iniciales estándar de las emisoras de radio en Estados Unidos. Las convenciones de nomenclatura de la época exigían que el aeropuerto utilizara la segunda letra de la ciudad y, posteriormente, cualquier fonética para facilitar su identificación. De igual manera, Kansas City no pudo obtener la designación KCI cuando renombró su Aeropuerto Internacional Mid-Continent a Aeropuerto Internacional de Kansas City en 1972 (por lo que Kansas City aún conserva la designación MCI). La IATA se muestra reticente a cambiar las designaciones una vez que aparecen en los mapas.

### Aeropuerto Nacional Dwight D. Eisenhower de Wichita
El 4 de marzo de 2014, el Ayuntamiento de Wichita aprobó cambiar el nombre de Aeropuerto Wichita Mid-Continent a Aeropuerto Nacional Wichita Dwight D. Eisenhower, en honor al expresidente, general y nativo de Kansas, Dwight D. Eisenhower.
La ceremonia de colocación de la primera piedra de la nueva terminal tuvo lugar el 13 de septiembre de 2012. La construcción comenzó el 9 de octubre de 2012. La nueva terminal se inauguró el 3 de junio de 2015. El aeropuerto demolió la terminal anterior cuando la nueva entró en pleno funcionamiento.

## Aerolíneas y destinos

### Pasajeros
| Aerolínea          | Destinos |
| ------------------ | --- |
| Alaska Airlines    | Seattle-Tacoma |
| Allegiant Air      | Las Vegas, Phoenix-Mesa, San Petersburgo-Clearwater Estacional:Destin–Fort Walton Beach, Los Ángeles, Orlando-Sanford |
| American Airlines  | Dallas-Fort Worth |
| American Eagle     | Chicago-O'Hare, Dallas-Fort Worth, Phoenix-Sky Harbor, Washington-Reagan Estacional: Miami                            |
| Delta Air Lines    | Atlanta |
| Delta Connection   | Mineápolis-Saint Paul                                                                                                 |
| Southwest Airlines | Denver, Las Vegas, San Luis Estacional: Phoenix-Sky Harbor                                                            |
| United Airlines    | Chicago-O'Hare, Denver Estacional: Houston-Intercontinental                                                           |
| United Express     | Chicago-O'Hare, Denver, Houston-Intercontinental                                                                      |

### Carga
| Aerolínea     | Destinos                                                    |
| ------------- | ----------------------------------------------------------- |
| Amazon Air    | Fort Worth-Alliance                                         |
| FedEx Express | Fort Worth-Alliance, Garden City, Memphis, Tijuana          |
| UPS Airlines  | Kansas City, Louisville, Oklahoma City, Springfield–Branson |